# 兰尼·威尔肯斯

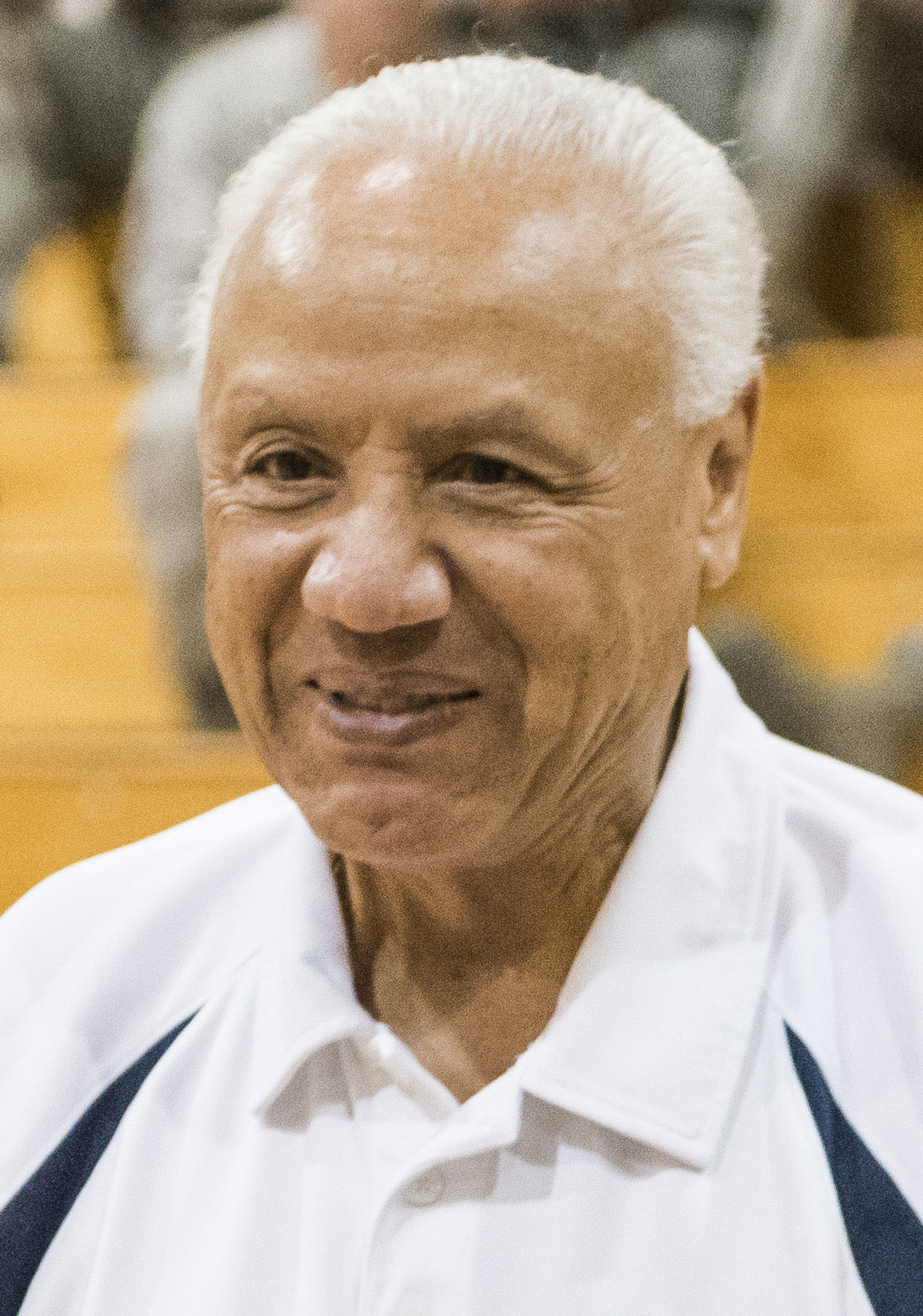
Wilkens, 2013

李歐納·藍道夫·「藍尼」·威肯斯（英語：Leonard Randolph "Lenny" Wilkens，1937年10月28日—），美國职业籃球球星及教練，場上位置為控球後衛，是現時NBA史上勝場總數第三多和第一位得到千勝的教練。

## 球員時代
威肯斯於球員時代曾效力聖路易斯老鷹隊、西雅圖超音速隊、克里夫蘭騎士隊及波特蘭拓荒者隊，曾九度入選全明星賽，並於1971年榮膺NBA全明星賽最有價值球員。
威肯斯最初並不相信他能在水平極高的NBA裡生存，直至一次與波士頓塞爾提克隊的比賽中，他才相信自己能打得比老鷹隊上的控球後衛好。在新秀賽季裡，威肯斯便以11.7分的成績成為隊上第四號得分手，並協助球隊躋身NBA總決賽，僅僅敗給了塞爾提克。在他的第三個賽季裡，威肯斯第一次入選NBA全明星賽，並且在接下來的六個賽季裡 (1963-1967年) 均帶領球隊打進季後賽。1967-68年賽季中，威肯斯得到20分、8.3助攻的平均成績，在該年的最有價值球員獎票選中得到第二名（該年的最有價值球員為威爾特·張伯倫。
下一賽季，威肯斯被交易至西雅圖超音速隊，他以22.4分、8.2助攻的成績，為這支新球隊做出30勝52負不太理想的成績。1969-70年賽季，威肯斯被球隊的總經練要求兼任教練，從此威肯斯便開展了教練生涯。他在執教期間依舊保持明星級球員的成績，1971-72年賽季更帶領球隊打出47勝35負的隊史最好成績。但由於管理層要求威肯斯在球員與教練之間只能選擇其一，而他相信自己仍能馳騁沙場，因此球隊在毫無通知下，把這位出色、但同時亦是當時全聯盟年紀最大的控球後衛交易至克里夫蘭騎士隊。這甚至一度讓西雅圖的球迷鼓譟，威脅罷看球賽。
在克里夫蘭，威肯斯為這支新成立不久的球隊帶來莫大的幫助，尤其是解決了不擅組織攻勢的問題。1973年，威肯斯再次入選全明星賽，他在該賽季亦保持20.5分、8.4助攻的成績。總計球員時代，威肯斯在史上助攻榜及罰球榜都赫赫有名。

## 教練時代
從球員身份退下來後，威肯斯繼續在波特蘭拓荒者當教練。隨後，他執教了多支球隊，包括西雅圖超音速、克里夫蘭騎士、亞特蘭大老鷹、多倫多暴龍、纽约尼克斯等等。他亦分別是1992年及1996年兩支夢幻隊的助理教練和總教練。1995年1月6日，威肯斯超越了前波士頓塞爾提克總教練紅頭奧拜克，成為史上勝場數最多的教練。翌年3月1日，威肯斯更成為史上第一位取得1000場勝仗的教練。他於NBA執教超過30年，這亦是NBA史上的一項紀錄。
雖然威肯斯於球員時代未能拿下總冠軍，但在1979年執教西雅圖超音速隊時，終於一嘗夙願。連同1994年執教亞特蘭大老鷹隊時獲得的NBA最佳教練獎項，這些都幾乎蓋過了他球員時代的成就：他於1988年就以球員身份入選籃球名人堂，並於1996年被選為NBA50大巨星之一。
在威肯斯的教練生涯中，所帶領的球隊多數都能成為一時的強權，連同球員兼任教練的時代，合共執教32年，取得1332勝1155負、勝率53.6%的成績。他的帶兵哲學就是以團隊為重，因此許多時候都能在沒有一級明星球員之下，也能讓球隊創出佳績。這也是為何威肯斯能快速成為史上第一位千勝教練的原因之一。
1997年，威肯斯被選為史上10大名帥之一，是迄今唯一同時入選50大巨星及10大名帥的傳奇人物。

## 總教練戰績
| 隊伍 | 年份    | 常規賽 | 常規賽 | 常規賽 | 常規賽 | 常規賽           | 季後賽       |
| 隊伍 | 年份    | 比賽   | 勝     | 負     | 勝率   | 排名             | 季後賽       |
| ---- | ------- | ------ | ------ | ------ | ------ | ---------------- | ------------ |
| SEA  | 1969-70 | 82     | 36     | 46     | .439   | 西區分區第五名   | 未進入       |
| SEA  | 1970-71 | 82     | 38     | 44     | .463   | 太平洋賽區第五名 | 未進入       |
| SEA  | 1971-72 | 82     | 47     | 35     | .573   | 太平洋賽區第三名 | 未進入       |
| POR  | 1974-75 | 82     | 38     | 44     | .463   | 太平洋賽區第三名 | 未進入       |
| POR  | 1975-76 | 82     | 37     | 45     | .451   | 太平洋賽區第五名 | 未進入       |
| SEA  | 1977-78 | 60     | 42     | 18     | .700   | 太平洋賽區第三名 | 總決賽失利   |
| SEA  | 1978-79 | 82     | 52     | 30     | .634   | 太平洋賽區第一名 | NBA總冠軍    |
| SEA  | 1979-80 | 82     | 56     | 26     | .683   | 太平洋賽區第二名 | 西區決賽失利 |
| SEA  | 1980-81 | 82     | 34     | 48     | .415   | 太平洋賽區第六名 | 未進入       |
| SEA  | 1981-82 | 82     | 52     | 30     | .634   | 太平洋賽區第二名 | 第二輪失利   |
| SEA  | 1982-83 | 82     | 48     | 34     | .585   | 太平洋賽區第三名 | 第一輪失利   |
| SEA  | 1983-84 | 82     | 42     | 40     | .512   | 太平洋賽區第三名 | 第一輪失利   |
| SEA  | 1984-85 | 82     | 31     | 51     | .378   | 太平洋賽區第五名 | 未進入       |
| CLE  | 1986-87 | 82     | 31     | 51     | .378   | 中央賽區第四名   | 未進入       |
| CLE  | 1987-88 | 82     | 42     | 40     | .512   | 中央賽區第四名   | 第一輪失利   |
| CLE  | 1988-89 | 82     | 57     | 25     | .695   | 中央賽區第二名   | 第一輪失利   |
| CLE  | 1989-90 | 82     | 42     | 40     | .512   | 中央賽區第四名   | 第一輪失利   |
| CLE  | 1990-91 | 82     | 33     | 49     | .402   | 中央賽區第六名   | 未進入       |
| CLE  | 1991-92 | 82     | 57     | 25     | .695   | 中央賽區第二名   | 東區決賽失利 |
| CLE  | 1992-93 | 82     | 54     | 28     | .659   | 中央賽區第二名   | 第二輪失利   |
| ATL  | 1993-94 | 82     | 57     | 25     | .695   | 中央賽區第一名   | 第二輪失利   |
| ATL  | 1994-95 | 82     | 42     | 40     | .512   | 中央賽區第五名   | 第一輪失利   |
| ATL  | 1995-96 | 82     | 46     | 36     | .561   | 中央賽區第四名   | 第二輪失利   |
| ATL  | 1996-97 | 82     | 56     | 26     | .683   | 中央賽區第二名   | 第二輪失利   |
| ATL  | 1997-98 | 82     | 50     | 32     | .610   | 中央賽區第四名   | 第一輪失利   |
| ATL  | 1998-99 | 50     | 31     | 19     | .620   | 中央賽區第二名   | 第二輪失利   |
| ATL  | 1999-00 | 82     | 28     | 54     | .341   | 中央賽區第七名   | 未進入       |
| TOR  | 2000-01 | 82     | 47     | 35     | .573   | 大西洋賽區第二名 | 第二輪失利   |
| TOR  | 2001-02 | 82     | 42     | 40     | .512   | 大西洋賽區第三名 | 第一輪失利   |
| TOR  | 2002-03 | 82     | 24     | 58     | .293   | 大西洋賽區第七名 | 未進入       |
| NYK  | 2003-04 | 42     | 23     | 19     | .548   | 大西洋賽區第三名 | 第一輪失利   |
| NYK  | 2004-05 | 39     | 17     | 22     | .436   | (辭職)           | －           |
| 總計 | 總計    | 2487   | 1332   | 1155   | .536   |                  |              |

## 成就／榮譽

### NBA成就
- 1次NBA總冠軍：1979（西雅圖超音速隊，教練身份）
- 9次NBA全明星球員：1963，1964，1965，1967，1968，1969，1970，1971，1973
- 1次NBA全明星賽最有價值球員：1971
- NBA50大巨星：1996
- 籃球名人堂：1988（球員身份）
1998（教練身份）

### NBA生涯紀錄
- NBA歷史上總助攻排行榜第十（7211次）
- NBA歷史上平均助攻排行榜第廿六（6.7次）
- NBA歷史上總上陣時間排行榜第廿八（38064分鐘）
- NBA歷史上平均上陣時間排行榜第十四（35.3分鐘）
- NBA歷史上罰球命中總數排行榜第十七（5394個）